# Взлом Банка Сепех
17 июня 2025 года (27 хордада 1404 по иранскому календарю) появились сообщения о масштабных сбоях в работе Банка Сепех, одного из крупнейших государственных банков Ирана. Сбой затронул Интернет-банкинг, банкоматы (ATM) и другие цифровые сервисы, оставив множество клиентов без доступа к повседневным банковским операциям.
Позже в тот же день было опубликовано видео, снятое внутри центра обработки данных банка. На записи видны неустановленные лица, физически взаимодействующие с серверами, однако официальных разъяснений об их личности или миссии не последовало. Это вызвало волну предположений в иранских социальных сетях — некоторые пользователи предположили, что сбой был вызван физическим проникновением, а не технической неисправностью.
Изначально Банк Сепех заявил, что сбои были вызваны плановыми обновлениями, но не прокомментировал присутствие неизвестных лиц возле серверов.

## Предыстория
В марте 2025 года хакерская группа «Codebreakers» заявила о масштабном проникновении в системы Банка Сепех — одного из старейших и важнейших финансовых учреждений Ирана. По их словам, были похищены около 12 терабайт конфиденциальных данных, касающихся приблизительно 42 миллионов клиентов, включая банковские счета, пароли, адреса, контактную информацию и историю транзакций.
Хакеры потребовали от банка выплату 42 миллионов долларов в биткойнах в течение 72 часов, иначе пригрозили опубликовать данные. Банк отказался от выплаты. В ответ Codebreakers опубликовали часть информации, вызвав общественный резонанс. Среди прочего были раскрыты данные военных чиновников, включая «Рауля Поларка» (на счёте которого числилось около 634 триллионов риалов), а также других лиц с астрономическими счетами.

## Последствия
По сообщениям иранских СМИ, сбои затронули работу автозаправочных станций, так как они зависят от банковской инфраструктуры Банка Сепех. Это вызвало опасения по поводу более широкого кризиса в предоставлении общественных услуг.
Кроме того, приостановка работы банка затронет выплату зарплат сотрудникам Корпуса стражей исламской революции, так как их выплаты проходят через этот банк.